# Zaleya decandra
Zaleya decandra là một loài thực vật có hoa trong họ Phiên hạnh. Loài này được (L.) Burm. f. miêu tả khoa học đầu tiên năm 1768.